# Edward Duyker
Edward Duyker (nascut el 21 de març de 1955) és un historiador australià nascut a Melbourne, Victòria, de pare neerlandès i mare de Maurici. Es doctorà a la Universitat de Melbourne el 1981, amb una tesi sobre la participació de la tribu de les Santals en la insurrecció Naxalita a l'Índia. Duyker va ser reclutat pel Department of Defence (Defensa) a Canberra, a començament de 1981, i va ser emprat al Joint Intelligència Organization. El juliol de 1983 va acceptar una tasca acadèmica a la Universitat de Griffith a Brisbane; a continuació, es va establir a Sydney el 1984 com escriptor independent. Va ser cònsol a títol honorífic per la República de Maurici en Nova Gal·les del Sud entre 1996 i 2002.

## Obres Històriques
Els llibres d'Edward Duyker comprenen diverses històries etnogràfiques—Tribal Guerrillas (1987), The Dutch in Australia (1987) and Of the Star and the Key (1988) — i nombrosos llibres relacionats amb l'origen de l'exploració del continent australià. Amb Gràcies als recursos lingüístics de la seva família - neerlandesos i francesos, va editar The Discovery of Tasmania (1992). An Officer of the Blue (1994), la seva biografia de navegador bretó Marc-Joseph Marion Dufresne (el primer explorador francès que va visitar Tasmània) fou llançada per l'ancià Primer Ministre d'Austràlia Gough Whitlam. Nature's Argonaut (1998), la seva biografia de Daniel Solander, el naturalista Suec sobre el HMB Endeavour en el moment del primer viatge de circumnavegació de James Cook en 1769-1771, el va situar en la llista definitiva dels candidats al Premi d'Història General del New South Wales Premier's History Awards el 1999. Duyker és també co-rédacteur, amb Per Tingbrand, de Daniel Solander: Collected Correspondence (1995). Juntament amb la seva mare Maryse Duyker, va publicar la primera traducció anglesa del diari de l'explorador francès Antoine Bruny d'Entrecasteaux en 2001. Citizen Labillardière (2003), la seva biografia del naturalista normand Jacques Labillardière, va rebre el Premi d'Història General del New South Wales Premier's History Awards l'any 2004. Viu a Sydney, però en dues ocasions ha residit a la Ciutat Internacional de les Arts, a París. Visita Tasmània sovint, i amb el suport del senador australià Bob Brown, del partit dels Verds, és un ardent defensor de Recherche Bay contra la indústria forestal, i contra la destrucció dels boscos en Tasmània. François Péron: An Impetuous Life (2006), la biografia del zoologista de l'expedició de Nicolas Baudin, en les mars australs (1800—1803), va rebre el Premi d'Història Marítima Frank Broeze en 2007. Duyker va publicar A Woman on the Goldfields (1995), el diari d'Emily Skinner, en relació amb la vida d'una dona del segle xix en el moment de la febre de l'or en l'estat de Victoria. Va ser coautor de Molly and the Rajah (1991), la vida de Mary Esme Fink, una australiana que es casà amb el Rajah de Pudukkottai a Índia, el 1915. El 2007 va publicar A Dictionary of Sea Quotations amb una introducció molt personal sobre els enllaços profunds de la seva família amb la mar. Va ser elegit membre de l'Acadèmia de les Humanitats a Austràlia en 2007 y en 2009 va entrar com a professor (títol honorífic) de la Universitat Catòlica d'Austràlia. El professor Greg Dening el va descriure com ‘un historiador dels historiadors'.

## Honors
- 2000 Chevalier de l'Ordre des Palmes académiques pel govern francès

- 2003 Centenary Medal del govern australià

- 2004 Orde d'Austràlia

## Llibres d'Edward Duyker
- Mauritian Heritage: Any Anthology of the Lionnet, Commins and Related Families, Australian Mauritian Research Group, Ferntree Gully, 1986, pp. 368, ISBN 0-9590883-2-6.
- Tribal Guerrillas: The Santals of West Bengal and the Naxalite Movement, Oxford University Press, New Delhi, 1987, pp. 201, SBN 19 561938 2.
- The Dutch in Australia, AE Press, Melbourne, 1987, pp. 181, ISBN 0-86787-215-2.
- (amb Maryse Duyker) Beyond the Dunes: A Dutch-Australian Story, l'autor, Sylvania, 1987, pp. 41, ISBN 0 731600584.
- Of the Star and the Key: Mauritius, Mauritians and Australia, Australian Mauritian Research Group, Sylvania, 1988, pp. 129, ISBN 09590883 4 2.
- (amb Coralie Younger) Molly and the Rajah: Race, Romance and the Raj, Australian Mauritian Press, Sylvania, 1991, pp. xii, 130, ISBN 0-646-03679-3
- The Discovery of Tasmania: Journal Extracts from the Expeditions of Abel Janszoon Tasman and Marc-Joseph Marion Dufresne 1642 & 1772, St David's Park Publishing/Tasmanian Government Printing Ofici, Hobart, 1992, pp. 106, ISBN 0-7246-2241-1.
- A French Trading Expedition to the Orient: The Voyage of the Montaran 1753—1756, Stockolm University Center for Pacific Asia Studies Working Paper, No.30, August 1992, pp. 20.
- New Voices in the Southland: Multiculturalism, Ethno-history and Asian Studies in Australia, Estocolm University Center for Pacific Asia Studies Working Paper No.31, September 1992, pp. 15.
- (amb Hendrik Kolenberg) The Segon Landing: Dutch Migrant Artists in Australia, Erasmus Foundation, Melbourne, 1993, pp. 56, ISBN 0646 135937.
- An Officer of the Blue: Marc-Joseph Marion Dufresne 1724—1772, South Sea Explorer, Miegunyah/Melbourne University Press, Melbourne, 1994, pp. 229, ISBN 0-522-84565-7.
- (amb Barry York) Exclusions and Admissions: The Dutch in Australia 1902-1946, Studies in Australian Ethnic History, No. 7, Centre for Immigration and Multicultural Studies, Research School of Social Sciences, Australian Nacional University, Canberra, 1994, pp. 11, ISBN 07315 1913 2/ISSN 1039-3188.
- (amb Per Tingbrand, ed. & trans) Daniel Solander: Collected Correspondence 1753—1782, Miegunyah/Melbourne University Press, Melbourne, 1995, pp. 466, ISBN 0-522-84636-X [Scandinavian University Press, Oslo, 1995 ISBN 82-00-22454-6]
- A Woman on the Goldfields: Recollections of Emily Skinner 1854—1878, Melbourne University Press, Melbourne, 1995, pp. 129, ISBN 0-522-84652-1.
- Nature's Argonaut: Daniel Solander 1733—1782, Naturalist and Voyager with Cook and Banks, Miegunyah/Melbourne University Press, Melbourne, 1998 i 1999, pp. 380, ISBN 0-522-84753-6
- [Introducció] Mirror of the Australian Navegació by Jacob Lemaire: A Facsimile of the ‘Spieghel der Australische Navigatie.. .’ Being any Account of the Voyage of Jacob Lemaire and Willem Schouten 1615-1616 published in Amsterdam in 1622, Hordern House for the Australian Nacional Marítim Museum, Sydney, 1999, pp. 202, ISBN 1-875567-25-9.
- (amb Maryse Duyker, introducció i traducció) Bruny d'Entrecasteaux: Voyage to Australia and the Pacific 1791—1793, Miegunyah/Melbourne University Press, Melbourne, 2001, pp. xliii, pp. 392, ISBN 0-522-84932-6 (2006, ISBN 0-522-85232-7).
- Citizen Labillardière: A Naturalist's Life in Revolution and Exploration (1755—1834), Miegunyah/Melbourne University Press, Melbourne, 2003, pp. 383, ISBN 0-522-85010-3 (2004, ISBN 0-522-85160-6).
- ‘A French Garden in Tasmania: The Legacy of Félix Delahaye (1767—1829)’, in Glynnis M. Cropp, Noel R. Watts, Roger D. J. Collins and K. R. Howe (eds.) Pacific Journeys: Essays in Honour of John Dunmore, Victoria University Press, Wellington, 2005, pp. 21–35.
- François Péron: An Impetuous Life: Naturalist and Viatjar, Miegunyah/MUP, Melb., 2006, pp. 349, ISBN 978-0522-85260-8.
- A Dictionary of Sea Quotations: From Ancient Egypt to the Present, Miegunyah/Melbourne University Press, Melbourne, 2007, pp. 439, ISBN 0-522-85371-4.
- Marc-Joseph Marion Dufresne, un marin malouin à la découvertes des mers australes, traduction française de Maryse Duyker (avec l'assistance de Maurice Recq et l'auteur), Les Portes du Large, Rennes, 2010, pp. 352, ISBN 978-2-914612-14-2.
- Père Receveur: Franciscan, Scientist and Voyager with Lapérouse, Dharawal Publications, Engadine (NSW), 2011, pp. 41, ISBN 978-0-9870727-0-2.
- Dumont d'Urville: Explorer and Polymath, Otago University Press, Dunedin, 2014, pp. 671, ISBN 978 1 877578 70 0, University of Hawai’i Press, Honolulu, 2014, ISBN 9780824851392.
- Dumont d’Urville: L'homme et la mer, traduction, revision et adaption par Maryse Duyker, Anne Kehrig et Edward Duyker, Éditions CTHS [Comité des Travaux historiques et scientifiques], Paris, 2021, pp. 600, ISBN 2735509338.